# Antoniuskloster (Nowgorod)

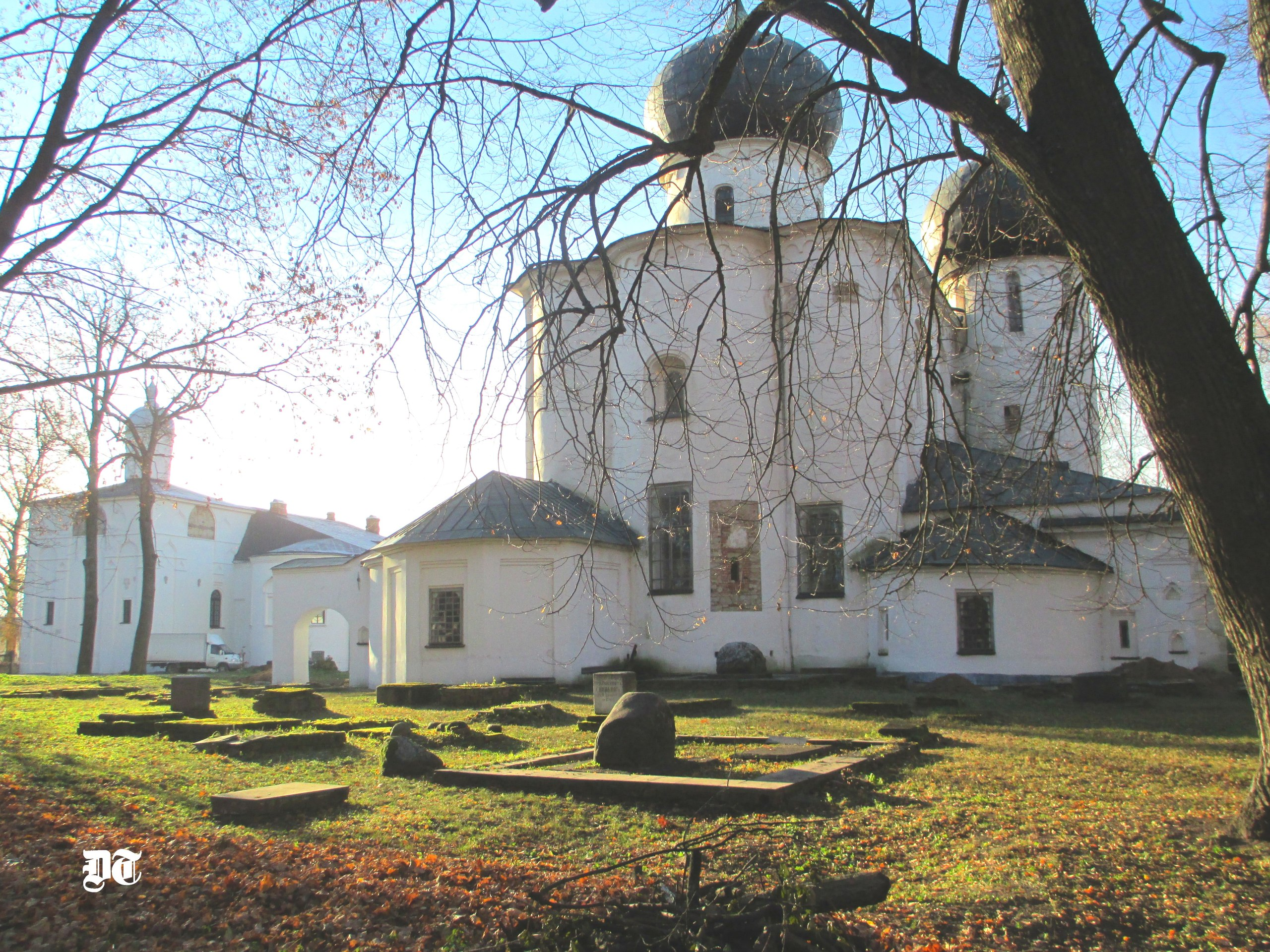
Mariä-Geburt-Kirche

Das Antoniuskloster (russisch Антониев монастырь) war ein orthodoxes Kloster in Nowgorod in Russland. Es bestand von 1106 bis 1920. Der Komplex zählt seit 1992 zum Weltkulturerbe der UNESCO, zusammen mit der Altstadt von Weliki Nowgorod.

## Geschichte
1106 wurde es von dem Mönch Antonius von Rom (Antoni Rimljanin) gegründet. Von 1117 bis 1119 wurde die Mariä-Geburt-Kathedrale gebaut. Erst 1131 wurde das Kloster offiziell durch Erzbischof Niphont geweiht.
1740 wurde ein Geistliches Seminar im Kloster eröffnet. 1918 wurde dieses geschlossen. 1920 wurde das Kloster geschlossen.
Heute gehört das Gelände zu den Nowgoroder Museen, einige Gebäude werden von der Universität Nowgorod (früher Pädagogisches Institut) genutzt.